# Al Jazeera English

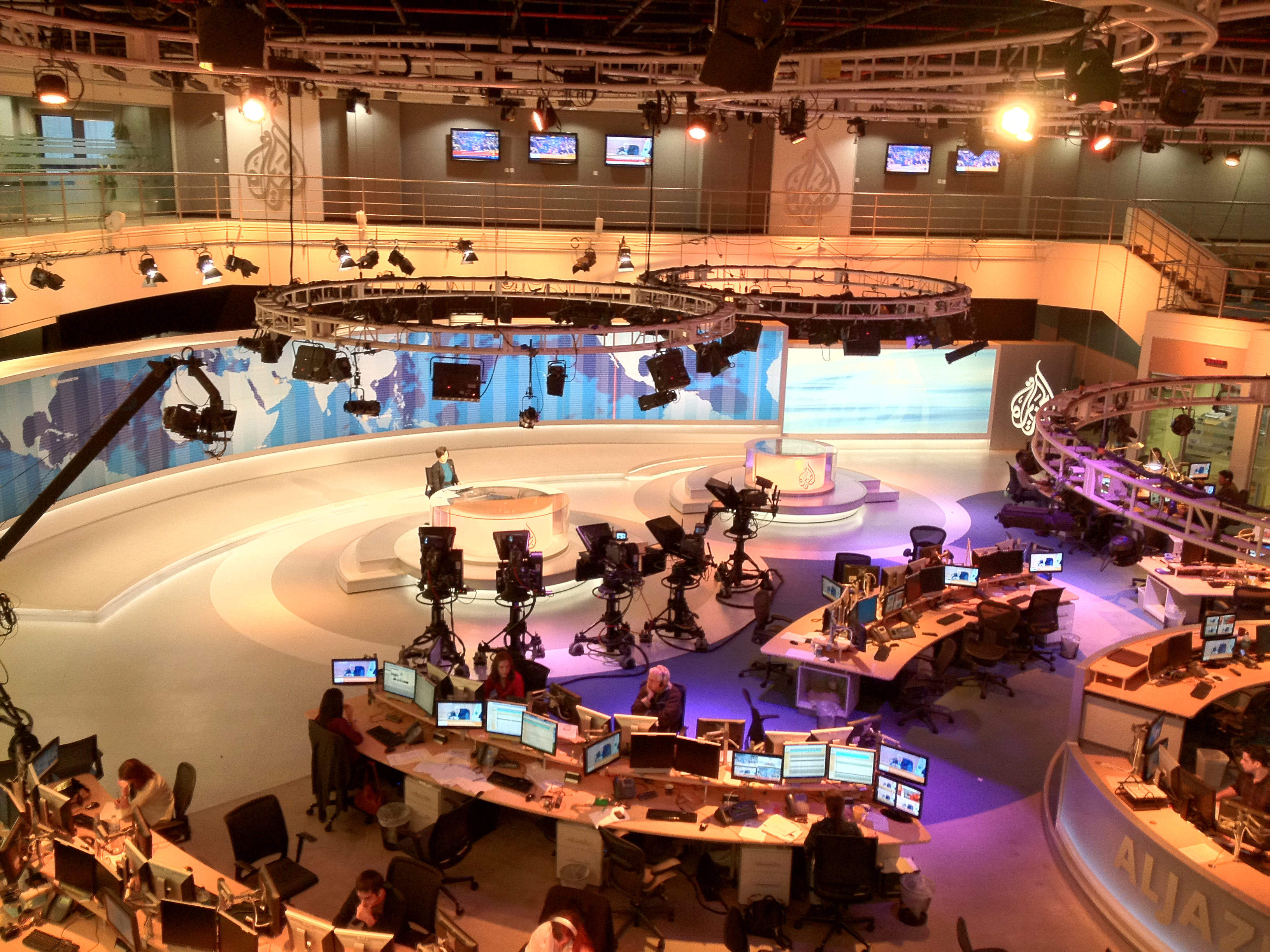
Zpravodajská místnost Al Jazeery English v Dauhá

Al Jazeera English (arabsky الجزيرة الإنجليزية‎) je zpravodajský kanál v anglickém jazyce, vysílající 24 hodin denně s centrálou v katarském hlavním městě Dauhá. Mimo Dauhá kanál rovněž vysílá z dalších tří strategicky situovaných světových metropolí, jimiž jsou Kuala Lumpur (Malajsie), Londýn (Spojené království) a Washington DC (Spojené státy). Jejím sesterským kanálem je Al Jazeera, která vysílá v arabštině.
Al Jazeera English vysílá kromě zpráv též dokumenty, živé diskuse, informace ze světa sportu, techniky a obchodu a další. Personál kanálu Al Jazeera English sestává z více než 1000 lidí, kteří jsou příslušníky více než 50 různých národností.